# Radek Bonk
Radek Bonk, född 9 januari 1976 i Krnov, Tjeckoslovakien, är en tjeckisk professionell ishockeyspelare. Bonk har spelat i NHL-lagen Ottawa Senators, Montreal Canadiens och Nashville Predators. Han spelar nu i Oceláři Třinec i tjeckiska Extraliga.
Bonk flyttade till Nordamerika 1993, där han spelade i IHL-laget Las Vegas Thunder under två säsonger. 1994-95 debuterade han i Ottawa Senators i NHL. Med sitt spelsinne, och sin blandning av både defensiv och offensiv skicklighet, utvecklades han till lagets främste centerforward. Trots sin storlek, 191 cm och 100 kg, spelar han inte särskilt fysiskt och saknar viss aggressivitet, något som han kritiserats för genom åren.
Efter tio säsonger i Senators byttes han 2004 bort till Los Angeles Kings för ett val i tredje rundan i draften. Kings bytte i sin tur bort Bonk och Cristobal Huet till Montreal Canadiens, i utbyte mot Mathieu Garon och ett draftval i tredje rundan.
Bonk spelade två säsonger i Canadiens, innan han under sommaren 2007 blev free agent. Den 35-årige Bonk skrev då på för Nashville Predators.
Bonks poängmässigt bästa säsong i NHL är 2001–02, då han gjorde 70 poäng på 82 matcher. Hans 25 mål samma säsong är också det personligt rekord.